# Džoj Buolamvini
Džoj Adova Buolamvini (engl. Joy Adowaa Buolamwini) je kanadsko-američki kompjuterski naučnik i digitalni aktivista koja je ranije radila u MIT Media Lab. Ona je osnovala je Algoritamsku ligu pravde (AJL), organizaciju koja radi na suzbijanju pristrasnosti u softveru za donošenje odluka, koristeći umetnost, propagiranje i istraživanje kako bi istakla društvene implikacije i štete od veštačke inteligencije (VI).